# لمعي القط (مسلسل)
لمعي القط هو مسلسل تم إنتاجه في مصر. بدأ عرضه في سنة 2017. كما بلغ عدد حلقاته 30 حلقة، وتبلغ مدة الحلقة الواحدة 45 دقيقة. وهو من إخراج عمرو عرفة. تم بث المسلسل لأول مرة بتاريخ 27 مايو 2017.

## القصة
تدور أحداثه حول شاب طموح ينتمي إلى أحد الأحياء الشعبية ويعمل بصيدلية، ولذلك يلقبه أهل الحي بـ«الدكتور لمعي» ويقدمه محمد إمام، وفي الأصل هو لم يكمل تعليمه بسبب ظروفه المعيشية التي أجبرته على الخروج للعمل مبكرًا. 
وتتوالى التطورات لتضعه الأحداث في مأزق عندما يتم اختطاف باص أحد المدارس الأجنبية في القاهرة، ويضم المُدرسة التي تقدمها تارا عماد وخمسة تلاميذ، ويتهم هو بهذا الأمر قبل أن تنكشف مع تقدم الأحداث حقيقة ما يجري، خصوصا عندما تسوق الإعلامية «سحر المصري» (لقاء الخميسي) معلومات مغلوطة عن أن «لمعي» هو الخاطف والمطالب بفدية ضخمة عن الطلاب، في الوقت الذي يحاول «لمعي» (محمد إمام)، حماية الطلاب في حبكة درامية مليئة بالتشويق.

## الممثلون
- محمد إمام بدور (لمعي القط)
- تارا عماد بدور (مفيده)
- أحمد فتحي بدور (مخيون)
- إدوارد بدور (وليد)
- نيرة عارف
- إنجي أبو زيد بدور حنان
- عمر مصطفى متولي بدور الضابط هشام
- محمد علي رزق بدور الضابط سعيد
- مصطفى أبو سريع بدور عادل شمروخ
- محمود حافظ بدور سرور
- مروى مهران بدور والدة روان
- ياسر الطوبجي بدور (والد روان)
- مجدي بدر بدور (والد خديجة)
- آسر مختار المليجي بدور (ميلاد)
- ريم عبد القادر بدور خديجة
- يوسف حافظ بدور زين
- جنى محمد بدور (روان)
- حسن أيمن بدور رابح
- محمود البزاوي
- سليمان عيد